# Eublemma porphyrescens
Eublemma porphyrescens là một loài bướm đêm trong họ Erebidae.